# Universitat de Stirling
La Universitat de Stirling és una universitat pública fundada el 1967. Està ubicada al cinturó central d'Escòcia, a prop de la ciutat de Stirling, i dins la finca emmurallada del castell d'Airthrey. Compta amb quatre facultats, una escola de gestió, una escola de postgrau i una sèrie d'institut i centres que abasten una àmplia gamma de matèries a les àrees acadèmiques d'arts i humanitats, ciències naturals, ciències socials i ciències de la salut i esport.
El campus universitari té una extensió aproximada de 1,5 quilòmetres quadrats i incorpora el Parc d'Innovació de la Universitat de Stirling i el Centre de Demència. Va tenir més de 14.000 estudiants a l'any acadèmic 2016/17 i està agermanat amb la Universitat Normal de Hebei, Singapur, amb l'Institut d'Administració de Singapur, i amb universitats d'Oman i Vietnam. La universitat compta amb dos campus més: a Inverness i Stornoway.